# Loucký mlýn
Loucký mlýn (Bruckmühle) ve Starém Hobzí v okrese Jindřichův Hradec je vodní mlýn, který stojí západně od obce na řece Moravská Dyje. Je chráněn jako nemovitá kulturní památka České republiky.

## Historie
Mlýn je doložen v písemné zprávě z roku 1190, kdy Otto Český věnoval mlýn, ves s hospodou a kaplí svatého Ondřeje premonstrátskému klášteru v Louce u Znojma. V roce 1801 byl mlýn oceněn na 1070 zlatých, měl 3 složení a pilu.
Roku 1901 mlýn vyhořel; spáleniště koupil Vojtěch Špulák z Jemnice, který jej za čtyři roky obnovil a 23. července 1910 prodal. O rok později došlo k dalšímu prodeji; mlýn koupil Josef Coufal z Jemnice, který k němu přikoupil i mlýn Felixův (Máchův). V roce 1920 postavil u mlýna kapličku Nejsvětější Trojice jako dík za přežití syna v 1. světové válce. Emil Coufal měl za manželku Karolinu Šantůčkovou z Hradištka z Peckova mlýna; tragicky zahynul na leteckém dni 14.7. 1932 v Jemnici. Posledním mlynářem a majitelem mlýna byl Valdemar Šantůček, bratr Karoliny. Mlýn byl zrušen roku 1952.

## Popis
Mlýn se skládá z obytného domu a mlýnice, které stojí samostatně. Po požáru byl vystavěn v původním dispozičním rozsahu. Kamenné sloupy z mlýnské hranice byly při této nové výstavbě druhotně využity jako sloupky vynášející stropní trámy mlecí podlahy v mlýnici. Dostavba se pravděpodobně týkala především obytného stavení. Z 20. let 20. století pochází kromě kaple také výminek a turbinový domek.
Mlýn je periodický s takzvaným uměleckým složením, které má oddělenou mlecí část žitnou a pšeničnou.
Voda na vodní kolo vedla náhonem od splavu a odtokovým kanálem se vracela zpět do řeky. Dochovala se v něm Francisova turbína.